# جيوفري سومنر
جيوفري سومنر (بالإنجليزية: Geoffrey Sumner)‏ هو كبير الإداريين التنفيذيين بريطاني، ولد في 1953 في تشيشير في المملكة المتحدة.

## وصلات خارجية
- الموقع الرسمي